# Paralinguistica
La paralinguistica è la branca della linguistica che studia le lingue che usano riferimenti non verbali per la comunicazione.
Il nome deriva dalla parola inglese paralanguage, in italiano paralingua, utilizzata per descrivere gli elementi che stanno attorno alla lingua come: l'altezza, il volume e il tono del discorso.